# Максиміліан Віттек
Максиміліан Віттек (нім. Maximilian Wittek, нар. 21 серпня 1995, Фрайзінг, Німеччина) — німецький футболіст, фланговий захисник клубу «Бохум».

## Ігрова кар'єра

### Клубна
Максиміліан Віттек є вихованцем німецького клубу «Мюнхен 1860». В основі футболіст зіграв гру у серпні 2014 року у турнірі Другої Бундесліги. Провівши три сезони у клубі, влітку 2017 року як вільний агент Віттек приєднався до іншого клубу Другої Бундесліги — «Гройтер Фюрта».
Після закінчення контракту в липні 2020 року футболіст на правах вільного агента перебрався до Нідерландів, де підписав контракт на три роки з клубом Ередивізі «Вітессе». Першу гру у чемпіонаті Нідерландів Віттек провів у вересні 2020 року.
У серпні 2023 року перейшов до «Бохума», підписавши контракт на три роки.

### Збірна
З 2014 по 2016 роки Максиміліан Віттек захищав кольори юнацької збірної Німеччини (U-20).